# Master of the Revels
Master of the Revels was een officiële functie aan het Engelse hof die ontstond ten tijde van Hendrik VII en pas werd opgeheven in 1737. De taak van de Master was op te treden als ceremoniemeester, die verantwoordelijk was voor de complete supervisie bij de organisatie van feestelijkheden (revels) aan het koninklijk hof.
De functie kende een bescheiden start: de functionaris had het toezicht op de kleding, de decors en de rekwisieten die nodig waren bij de voorstellingen. Onder Hendrik VIII werden de taken van de Master uitgebreid tot een algemeen toezicht op de organisatie en de financiering van de feestelijkheden. Daarna kreeg de functie steeds meer belang. Ten tijde van Elizabeth I kreeg Edmund Tilney als Master of the Revels uitgebreidere taken, waaronder de uitoefening van censuur: alle teksten van masques en toneelstukken moesten aan hem worden voorgelegd ter goedkeuring, waarbij het zelfs zo ver ging dat schrijvers of gezelschappen daar kosten voor moesten betalen.
Op het oog waren deze bemoeienissen nog steeds gericht op de voorstellingen aan het hof, maar het ambt ontwikkelde zich, met name door Tilneys eigen invloed, tot het houden van toezicht op de opkomende publieke en elkaar beconcurrerende commerciële toneelgezelschappen en de theaters.
Hij had zelfs de macht om in uitzonderlijke gevallen schrijvers en acteurs gevangen te laten nemen en theaters te sluiten. 
Het hoogtepunt van de macht van de Masters werd bereikt ten tijde van Henry Herbert, die het ambt uitoefende zowel onder Karel I als onder Karel II. Zijn eerste periode liep van 1623 tot 1642, het jaar waarin de theaters op last van de puriteinen onder Oliver Cromwell werden gesloten. Na het herstel van het koningschap in 1660 kon hij zijn taken hervatten en oefende de functie uit tot zijn dood in 1673. Hierna nam het belang van de functie geleidelijk af, tot deze bij de 'Licensing Act' van 1737 volledig werd afgeschaft. De censuur werd vervolgens overgelaten aan de Lord Chamberlain, die overigens ook al eerder de eindverantwoordelijke was geweest. 